# Langue des signes Suisse romande
Die Langue des signes Suisse romande (LSF-SR, Westschweizer Gebärdensprache) ist eine natürliche Gebärdensprache, die in der Romandie in der Schweiz verwendet wird.
LSF-SR ist ein Dialekt der französischen Gebärdensprache mit ungefähr 1700 Sprechern. Es existieren fünf regionale Varietäten. Es werden unterschiedliche Lexeme genutzt, die für Genf, Lausanne, Neuenburg, Freiburg oder Sitten spezifisch sind.